# Mitzy Reyes Juárez
Mitzy Reyes Juárez (Ngiba-Ngigua,Oaxaca) es diseñadora gráfica y especialista en diseño editorial. Su principal proyecto es Teki txri natxrixa ku rxi tatxrixa. Cuentan las abuelas y los abuelos, primer libro infantil ilustrado-bilingüe en Chocholteco-Ngiba que reúne tres narraciones que se han contado en Tamazulápam, Oaxaca; su trabajo está encaminado a la preservación de las lenguas originarias de México.

## Trayectoria
Es originaria de Villa de Tamazulápam del Progreso, comunidad perteneciente a la región Ngiba-Ngigua. 
Estudio la licenciatura en Diseño Gráfico en la Universidad Mesoamericana y tiene una especialidad en Diseño Editorial por la Escuela de Diseño del Instituto Nacional de Bellas Artes.
Su arte está inspirado en la flora y fauna presentes en los paisajes de su comunidad y la recopilación de saberes antiguos heredados de sus antepasados, el estilo de ilustración esta enfocado en el cómic infantil, principalmente a las infancias originarias, por eso sus estructura es simple e incorpora las herramientas de ilustración como la acuarela y la ilustración digital.
Participó en la segunda temporada de los Foros de lo analógico a lo digital 2021, evento organizado por el Laboratorio de Sistemas Interactivos y Publicaciones Digitales donde expone su proyecto del libro infantil ilustrado: Teki txri natxrixa ku rxi tatxrixa. Cuentan las abuelas y los abuelos .

## Obra
Es la coordinadora editorial de “Teki txri natxrixa ku rxi tatxrixa. Cuentan las abuelas y los abuelos”, del primer libro infantil ilustrado-bilingüe en Chocholteco-Ngiba que reúne tres narraciones que se han contado en Tamazulápam por generaciones y que busca visibilizar y valorizar esta lengua, además de preservar la cosmovisión presente en la tradición oral de la comunidad. Ilustradora que hace referencia a la flora y fauna presente en los paisajes de su comunidad y la recopilación de saberes antiguos heredados por sus antepasados, mismos que plasma a través de un lenguaje propio y con una versión y visión contemporánea.
Realizó un proyecto en 2018 llamado: "Vocabulario ngiba"  durante todos los días durante octubre, evocaba un vocablo bilingüe acompañado de una ilustración con el significado del mismo. Esto con el propósito de generar espacios de acercamiento para las generaciones más jóvenes que pertenezcan a las comunidades donde se habla el ngiba, quiénes ya no heredaron esa lengua además de que se conozca, valore y respete la riqueza lingüística y cultural resguardada en la memoria de los últimos hablantes, pues lamentablemente hoy en día esta lengua se encuentra en alto riesgo de desaparecer.
En 2022 y 2023 el libro “Teki txri natxrixa ku rxi tatxrixa. Cuentan las abuelas y los abuelos” se tradujo a tres idiomas: triqui de Chicahuaxtla, chatino de Cieneguilla y ayöök de Santa María Ocotepec.